# 22694 Тіндаль
22694 Тіндаль (22694 Tyndall) — астероїд головного поясу, відкритий 26 серпня 1998 року.
Тіссеранів параметр щодо Юпітера — 3,394.